# Kaisersemmel

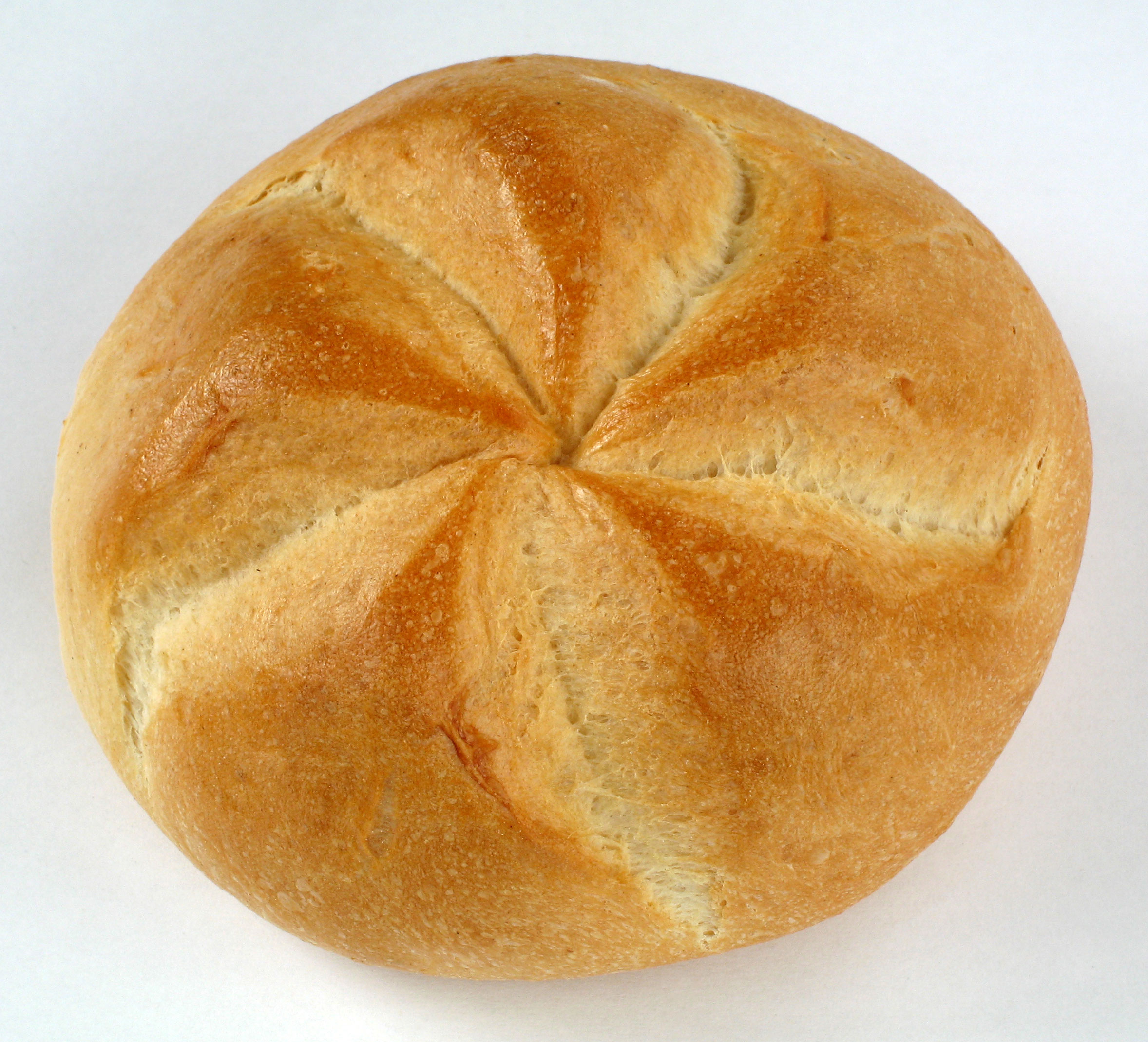
Kaisersemmel.

El Kaisersemmel (en alemán ‘panecillo imperial’), simplemente Semmel o viena, es un tipo de Brötchen (‘panecillo’) supuestamente inventado en Viena, que se cree tomó su nombre en honor del emperador Francisco José I de Austria. Consiste típicamente en un panecillo redondo crujiente hecho con harina, levadura de cerveza, malta, agua y sal.
El Kaisersemmel es típico de Austria, pero también es popular en países como Estados Unidos, Polonia, Canadá, Italia y Alemania.

## Variantes
El Kaisersemmel de Suiza y sur de Alemania se compone de pan blanco normal en piezas redondas que exhiben encima un típico patrón espiral de cinco brazos. Originalmente exigía mucho trabajo para su elaboración, pero actualmente se imprime aplicando fuerza con la ayuda de un sello especial. El pan tiene así una alta proporción de corteza, siendo por ello crujiente y aromático.
El Semmel, llamado Kaisersemmel en Austria, República Checa (kaiserka), Eslovenia y Croacia (kajzerica), se hace con una forma y masa parecidas al anterior, distinguiéndose los hechos a mano (Handsemmel) de los fabricados mecánicamente (Maschinensemmel). A los primeros se les da forma a mano, por lo que tienen un diseño espiral irregular. En Hamburgo se llaman Kaiserbrötchen.
Algunos Kaisersemmel llevan semilla de amapola o de sésamo espolvoreada encima. Se emplea a menudo como panecillo para sándwiches, incluyendo hamburguesas, o rellenos con una rodaja de Leberkäse.

### Kummelweck
El kummelweck, a veces también kimmelweck o kümmelweck, es una variante del Kaisersemmel popular en el oeste de Nueva York. Kümmel significa ‘alcaravea’ en alemán, y weck procede de Weckerl, Weckle o Weckchen, que significa ‘panecillo’ en Austria y el sur de Alemania (mientras en el resto del país se usa el término genérico Brötchen).
Un kummelweck tradicional lleva una mezcla de sal kosher y semilla de alcaravea espolvoreada encima. Regionalmente el nombre se acorta a weck o wick. Este tipo de panecillo se usa para elaborar el sándwich beef on weck que se sirve en Búfalo (Nueva York) y el norte del estado. Las rodajas de rosbif, el au jus y un recubrimiento opcional de rábano picante se usan como ingredientes en este sándwich.